# 光智
光智（こうち、寛平6年（894年） - 天元2年3月10日（979年4月9日））は、平安時代中期の華厳宗の僧。大僧都。山城国（現在の京都府）出身。姓は平。

## 経歴
東大寺で良緒に師事。東大寺五師を経て天暦4年（950年）、東大寺別当となると伽藍の修理とその財源の調達に尽力、「東大寺封戸荘園并寺用帳」を作成するとともに、伊賀国（現在の三重県）玉滝杣を東大寺荘園とした。応和元年（961年）、村上天皇の勅命で尊勝院を東大寺境内に創建すると、勅願所として10人の僧を置き華厳宗の拠点としたという。

## 参考資料
- 永村真『中世東大寺の組織と経営』塙書房、1989年
- 鎌田茂雄『中国華厳思想史の研究』東京大学出版会、1965年